# Саранчина Долина (заказник)
Саранчина долина — ботанічний заказник місцевого значення в Україні. Розташований на південь від села Сари Гадяцького району Полтавської області.
Площа - 275,6 га. Створено згідно з Рішенням Полтавського облвиконкому від 17.04.1992 № 74. Перебуває у користуванні ДП «Гадяцький лісгосп» (Лютенськеке лісництво, кв. 4-7, 109, 110).
Охороняється лісовий масив в долині річки Псел із типовими кленово-липово-дубовими угрупованнями з участю граба звичайного. Виявлено рідкісні види: рослин – 5, тварин – 18. Має грунтозахисне значення.
Входить до складу Гадяцького регіонального ландшафтного парку.